# 7月18日
7月18日是阳历年的第199天（闰年是200天），离一年的结束还有166天。

## 大事记

### 19世纪以前
- 前477年：克雷梅拉战役（英语：Battle of the Cremera）中，伊特鲁里亚军队伏击并击败了罗马军队。
- 前387年：罗马军队在阿里亚战役（英语：Battle of the Allia）中败给进犯的高卢人，导致罗马被洗劫。
- 前74年：昌邑王刘贺即汉帝位。
- 64年：罗马帝国马克西穆斯竞技场引发持续5天的严重火灾，其中14区当中的10区遭到破坏。
- 362年：罗马皇帝尤利安率领六万大军抵达安条克，准备进攻波斯。
- 452年：在沙隆战役中被击败后，匈人首领阿提拉开始围攻罗马城市阿奎莱亚。
- 645年：进攻高句丽时，李世勣率领的唐军包围安市城（今辽宁省鞍山市）。
- 1195年：穆瓦希德王朝军在阿拉克斯战役（英语：Battle of Alarcos）中大败阿方索八世率领的卡斯蒂利亚王国军，迫使后者撤往托莱多。
- 1290年：英格兰国王爱德华一世下诏，驱逐全国境内共一万六千名犹太人。
- 1334年：佛罗伦萨主教祝福了圣母百花圣殿所属钟楼的首块奠基石。
- 1389年：英格兰王国与法兰西王国签署勒兰盖姆停战协约（英语：Truce of Leulinghem），其缔结的13年和平是英法百年战争中维持最长的休战时间。
- 1496年：英格兰加入康布雷同盟。
- 1507年：查理五世在布鲁塞尔加冕为尼德兰大公。
- 1536年：英格兰國王亨利八世宣布教宗权力无效，自任圣公会领袖。
- 1555年：英国女王玛丽一世签署皇家特許狀，再次建立纹章院。
- 1658年：利奥波德一世被选为神圣罗马帝国皇帝。

### 19世紀
- 1812年：厄勒布鲁条约（英语：Treaty of Örebro）结束了英国与俄国，瑞典的战争。
- 1841年：在自1831年長期攝政統治下普遍獲得好評後，佩德羅二世正式加冕成為巴西皇帝。
- 1857年：法国的塞内加尔总督率领援军抵达卡伊，结束了当地对法国统治的抵抗。
- 1862年：人類有史以來第一次登上布朗什峰，阿尔卑斯山的最高峰。
- 1870年：梵蒂冈第一届大公会议颁布了教皇无谬误的教义。
- 1872年：英国通過投票法（英语：Ballot Act 1872），規定國會和地方政府選舉以不記名投票方式舉行。
- 1898年：法籍波兰女科学家瑪麗·居禮和她的丈夫，法国科学家皮埃尔·居里宣布发现了新的放射性元素——钋。

### 20世紀
- 1925年：德國政治人物阿道夫·希特勒在監獄中口述完成的著作《我的奮鬥》首次出版。
- 1927年：中国共产党的第一份机关报《向导》停刊。
- 1932年：日本大举进犯热河。
- 1933年：蒋介石在庐山开办“军官训练团”，训练“剿共”军事骨干。
- 1936年：驻守西属摩洛哥的国民军发动反对西班牙第二共和国政府的叛乱行动，西班牙内战爆发。
- 1940年：应日本请求，英国禁止运往中国的战争物资通过缅甸。
- 1941年：日本軍艦島風首次下水。
- 1942年：德国工程师在将往复式发动机改成喷射发动机并且装入Me 262战斗机后进行首次试飞。
- 1944年：东条英机因日本在第二次世界大战中的失利而辞去日本首相的职务。
- 1956年：中国政府宽释第二批日本战犯。
- 1966年：美国雙子星10號宇宙飞船在佛罗里达州肯尼迪航天中心发射升空。
- 1968年：英特尔在加州山景城成立。
- 1969年：香港政府刊登憲報公布一夫一妻婚姻法案。
- 1972年：埃及政府下令苏联撤走驻扎在埃及的军事顾问。
- 1976年：羅馬尼亞運動員納迪婭·柯曼妮奇成為首位在夏季奧林匹克運動會體操比賽獲得滿分者。
- 1980年：印度发射人造地球卫星成功。
- 1982年：香港華星唱片與電視廣播有限公司舉辦第一屆新秀歌唱大賽，由梅艷芳奪得冠軍。
- 1984年：香港政府發表代議政制綠皮書，建議在立法局逐步加入民選議席。
- 1984年：一名槍手在美國加州聖地牙哥聖思多羅（英语：San Ysidro, San Diego）的一家麥當勞餐廳屠殺了21人，另有19人受傷。
- 1988年：两伊战争：伊朗接受联合国安理会598号停火决议。
- 1988年：澳門新福利公共汽車有限公司接手福利公司，正式行駛於葡屬澳門。
- 1994年：卢旺达爱国阵线控制了卢旺达西北部，迫使前任政府逃往萨伊，结束了卢旺达种族灭绝。
- 1995年：经过长时间休眠的苏弗里埃尔火山再度长期喷发，并且造成蒙塞拉特島的严重破坏。
- 1997年：中華民國第三屆國民大會議決通過中華民國憲法第四次增修。

### 21世紀
- 2007年：中国山东省济南市遭受特大暴雨袭击。造成25人死亡、4人失踪、170多人受伤，和重大财产损失。
- 2009年：澳大利亚悉尼一林姓华裔家庭遭灭门，一家五口遇害。
- 2011年：中国队历史上首次夺取斯诺克世界杯冠军。
- 2012年：保加利亚布尔加斯机场附近发生一起针对以色列游客的自杀式炸弹袭击事件，造成7人死亡30多人受伤。
- 2012年：叙利亚大马士革国家安全总部大楼遭到自杀式炸弹袭击，造成国防部长达乌德·拉基哈、副部长阿瑟夫·沙乌卡特、前部长哈桑·图尔克马尼和国家安全局局长希沙姆·伊赫蒂亚尔4人死亡。
- 2013年：美國第三大汽車總部所在的底特律宣布破產，由於亞歐國家的興起競爭與全球自由貿易盛行，另外2008年的金融海嘯重創美國經濟，也影響了底特律。
- 2014年：7月18日下午3时半，台风威马逊以巅峰强度（阵风240km/h，达17级以上，最低气压935hpa）登陆海南文昌市文田镇，随后又于7时半登陆广东省湛江市徐闻县龙塘镇,其强大的风力、惊人的降雨和风暴潮重创海南、雷州半岛和北部湾沿海，仅在中国大陆便夺去62条生命，造成384亿8000万元人民币的损失。
- 2015年：台湾國道三號发生爆胎翻車墜橋事故，致六死一傷。
- 2019年：日本京都市伏見區的京都動畫第一工作室遭到縱火，造成36人死亡和35人受傷[1]。
- 2019年：港鐵首度發盈警，表明要為沙中線紅磡站工程及安排屯馬線通車撥備20億元，消息公布後翌日股價低見53.65元，挫3.7%，收市報54.2元，仍跌2.7%，是當日表現最差藍籌股[2]。

## 出生
- 1332年：孝慈高皇后馬氏，明朝皇后，明太祖朱元璋之妻（1382年逝世）
- 1357年：朝鮮定宗李曔，朝鮮國國王（1419年逝世）
- 1501年：奧地利的伊莎貝拉，丹麦王后（1526年逝世）
- 1635年：羅伯特·胡克，英國博物學家、發明家（1703年逝世）
- 1656年：白晉，法國耶穌會傳教士（1730年逝世）
- 1834年：普羅斯佩羅·斐迪南·奧雷穆諾，哥斯大黎加政治人物，第13任哥斯大黎加總統（1885年逝世）
- 1853年：亨德里克·洛伦兹，荷兰理论物理学家，1902年諾貝爾物理學獎得主（1928年逝世）
- 1855年：艾克索·保羅森，挪威男子花式滑冰運動員（1938年逝世）
- 1857年：辜鸿铭，中國國学大師（1928年逝世）
- 1864年：菲利普·斯諾登，英國政治家，曾任英國財政大臣（1937年逝世）
- 1867年：瑪格麗特·布朗，美國社交名媛、慈善家、活動家，鐵達尼號生還者（1932年逝世）
- 1887年：，挪威軍官、政治人物，納粹德國占領挪威時期總理（1945年逝世）
- 1889年：木戶幸一，日本政治家（1977年逝世）
- 1909年：穆罕默德·达乌德汗，阿富汗共和國首任总统、皇族（1978年逝世）
- 1913年：雷德·斯克爾頓，美國藝人（1997年逝世）
- 1918年：纳尔逊·曼德拉，南非反種族隔離革命家、政治家、慈善家，首任南非總統，1993年諾貝爾和平獎得主（2013年逝世）
- 1920年：鄭敏，中國詩人（2022年逝世）
- 1921年：約翰·格倫，美國太空人，水星計畫七人之一（2016年逝世）
- 1921年：亞倫·貝克，美國精神病醫生（2021年逝世）
- 1924年：英格·索倫森，丹麥女子游泳運動員（2011年逝世）
- 1929年：雅德蕾德·坦博，南非活動家、政治人物（2007年逝世）
- 1929年：迪克·巴頓，美國男子花式滑冰運動員（2025年逝世）
- 1933年：葉甫根尼·葉夫圖申科，俄羅斯詩人（2017年逝世）
- 1933年：默里·謝弗，加拿大作曲家、作家、音樂教育家、環境論者（2021年逝世）
- 1935年：范維唐，中國工程師、政治人物（2023年逝世）
- 1937年：罗德·霍夫曼，美國化学家，1981年諾貝爾化學獎得主[3]
- 1938年：保羅·范赫文，荷蘭導演、編劇、監製
- 1940年：詹姆斯·布洛林，美國男演員、製片人、導演
- 1940年：喬·托瑞，美國職業棒球運動員、教練
- 1942年：吉亞琴托·法切蒂，意大利足球運動員，前國際米蘭足球俱樂部主席（2006年逝世）
- 1942年：海，中國武術家、演員（2023年逝世）
- 1949年：盛智文，香港商人
- 1950年：傑克·林頓，加拿大政治人物（2011年逝世）
- 1950年：馬克·蘇德，美國政治人物、商人（2022年逝世）
- 1950年：理察·布蘭森，英國企業家、億萬富豪，維珍集團執行長
- 1950年：傑克·唐加拉，美國計算機科學家
- 1952年：詹姆斯·福布斯，美國男子籃球運動員（2022年逝世）
- 1957年：尼克·佛度，英國高球名將
- 1961年：伊莉莎白·麥戈文，美國女演員
- 1962年：張立基，香港男藝人
- 1962年：詹姆斯·莫伊倫，美國政治人物
- 1963年：愛德華·杜爾，美國政治人物、卡車司機
- 1966年：林秀玲，台灣女演員
- 1967年：馮·迪索，美國男演員
- 1971年：莎拉·麥里歐，紐西蘭女演員[4]
- 1971年：約瑟夫·羅素，美國電視及電影導演、製片、編劇
- 1971年：安芬尼·哈達威，美國職業籃球運動員
- 1975年：M.I.A.，英國創作歌手、饒舌歌手、音樂製作人
- 1976年：高水熙，韓國女演員
- 1977年：孫莉，中國女演員
- 1978年：梅麗莎·特里奧，法國記者，新聞主持人
- 1978年：朱相昱，韓國男演員
- 1979年：徐余偉，台灣棒球選手
- 1979年：張啟樂，香港男演員
- 1980年：廣末涼子，日本女歌手、演員
- 1980年：基絲汀·貝爾，美國女演員
- 1981年：鄭雨滇，香港騎師
- 1982年：佩麗冉卡·曹帕拉，印度女演員
- 1984年：袁艾菲，台灣女藝人
- 1984年：傅千盈，香港女藝人
- 1985年：柴斯·克勞福，美國男演員
- 1985年：鄧有宗，台灣樂團八三夭貝斯手
- 1986年：趙福來，韓國男演員
- 1986年：劉羽琦，中國女演員
- 1987年：雷娜·亨，美國時尚模特兒
- 1988年：布米·帕尼卡，印度女演員
- 1989年：簡淑兒，香港女藝人
- 1990年：郭書瑤，台灣女歌手、演員
- 1990年：黃沐妍，台灣女藝人
- 1990年：金智淑，韓國女藝人
- 1991年：山本美月，日本女演員
- 1993年：李泰民，韓國男子偶像團體SHINee成員
- 1993年：伍嘉成，中國男子偶像團體X玖少年團成員
- 1993年：石川戀，日本模特兒、寫真偶像
- 1994年：拉瑪爾·約翰遜，加拿大男演員、舞者
- 1995年：隋文静，中國花样滑冰運動員
- 1996年：夏川椎菜，日本女性聲優
- 1997年：權珍雅，韓國女歌手
- 1997年：諾亞·萊爾斯，美國男子田徑運動員
- 1997年：巴姆·阿德巴約，美國職業籃球運動員
- 1997年：菲恩·怀特海德，英國男演員
- 2001年：熊田聖亞，日本童星
- 2001年：藪島朱音，日本女性聲優

## 逝世
- 707年：文武天皇，日本第42代天皇（683年出生）
- 912年：朱温，五代時期後梁開國皇帝（852年出生）
- 1100年：布永的戈弗雷，耶路撒冷國王（約1060年出生）
- 1139年：吴玠，南宋名将（1093年出生）
- 1610年：卡拉瓦喬，義大利畫家（1571年出生）
- 1792年：约翰·保罗·琼斯，苏格兰裔美国海军军官，在美国独立战争中袭击英国本土港口（1747年出生）
- 1817年：珍·奥斯汀，英国小說家（1775年出生）
- 1826年：艾薩克·謝爾比，美國政治人物，第1、5任肯塔基州州長（1750年出生）
- 1872年：贝尼托·胡亚雷斯，墨西哥政治人物，前任墨西哥總統（1806年出生）
- 1892年：托馬斯·庫克，英國商人（1808年出生）
- 1902年：西鄉從道，日本近代軍人、政治家（1843年出生）
- 1965年：山田乙三，日本陸軍大將（1881年出生）
- 1973年：曹誠英，中國農學家（1902年出生）
- 1982年：羅曼·雅各布森，俄羅斯語言學家、文學理論家（1896年出生）
- 1985年：马恒昌，中国工运活动家（1907年出生）[5]
- 1990年：尹潽善，韓國政治家、獨立運動家，第4任韓國總統（1897年出生）
- 1990年：陳立品，香港演員（1911年出生）
- 1997年：尤金·舒梅克，美國天文學家，舒梅克－李維九號彗星的共同發現者之一（1928年出生）
- 2007年：程十髮，著名中國畫大師（1921年出生）
- 2010年：戴思聰，香港音乐人（1939年出生）
- 2011年：韋輝，香港政府官員（1915年出生）
- 2012年：拉傑殊·坎纳，印度演员（1942年出生）
- 2015年：王富洲，中國登山家（1935年出生）
- 2015年：楊可涵，臺灣女演員（1987年出生）
- 2017年：吳清友，台灣企業家、誠品書店創辦人。 ( 1950年出生 )
- 2019年：天野之彌，日本外交官，國際原子能總署總幹事。（1947年出生）
- 2019年：京都動畫縱火案中的36名罹難者，包括：
  - 木上益治，日本男性動畫師、演出家、動畫導演。（1957年出生）
  - 石田奈央美，日本女性動畫色彩設計師，京都動畫員工。（1969年出生）
  - 武本康弘，日本男性動畫師、演出家、動畫導演，京都動畫董事。（1972年出生）
  - 池田晶子，日本女性動畫師、人物設計師，京都動畫董事。（1975年出生）
  - 西屋太志，日本男性動畫師、人物設計師、動畫導演，京都動畫員工。（1981年/1982年出生）
  - 大野萌，日本女性動畫師，京都動畫員工。（1998年出生）
- 2020年：三浦春馬，日本男演員。（1990年出生）
- 2022年：克拉斯·歐登伯格，瑞典公共藝術家。（1929年出生）
- 2025年：羅傑·諾林頓，英國指揮家。（1934年出生）
- 2025年：艾德溫·佛訥，美國作家、政治人物。（1941年出生）
- 2025年：小原日登美，日本女子摔跤運動員。（1981年出生）

## 节假日和习俗
- 曼德拉日[6]
- 世界聆聽日[7]
- 乌拉圭：宪法日